# Wijs me de weg
Wijs me de weg is een single van Humphrey Campbell.

## Achtergrond
Na zijn single Heaven’s full of angels uit 1980 werd het enige tijd stil rond deze zanger. Hij studeerde in die tijd zangkunst aan het Hilversums Conservatorium en daarna gaf hij daar zelf les. Hij zong echter in die tijd mee opnames van allerlei Nederlandse artiesten van Rob de Nijs tot aan Henk Westbroek. In 1989 trad hij weer op onder andere in de musical A Night at the Cotton Club, waarin ook Ruth Jacott zong. Campbell en Jacott vormden toen een stel (tot 2011). Wijs me de weg was Campbells liedje toen hij optrad tijdens het Nationaal Songfestival 1992. Nederland had een jaar overslagen aangezien het Eurovisiesongfestival 1991 op 4 mei gehouden werd. In het achtergrondkoor zong Jacott haar partij mee net als de broers Ben en Carlo Campbell, die op de platenhoes staan afgebeeld. Tijdens het Eurovisiesongfestival 1992 zongen ze ook mee. Het jaar daarop zouden Campbell en Jacott stuivertje wisselen, toen zong Humphrey in het achtergrondkoor van Jacott. Tijdens het songfestival in 1992 werd Humphrey negende in een veld van drieëntwintig.
Van Wijs me de weg werd ook een Engelstalige versie opgenomen getiteld Open your eyes. Als derde nummer werd op de cd-single Campbells eigen True hearts meegeperst.
In 1992 stokte de verdere zangcarrière van Campbell; er verscheen geen muziek meer van hem behalve als onderdeel van C.C. Campbell. Hij bleef wel werken in de muziekwereld, maar meer op de achtergrond als arrangeur en muziekproducent met name (uiteraard) met Jacott. Edwin Schimscheimer was verantwoordelijk voor hitjes van bijvoorbeeld Lisa Boray, Willeke Alberti en Twarres.

## Hitnotering
Wijs me de weg haalde slechts een heel bescheiden hitnotering in Nederland.

### Nederlandse Top 40
De Top 40 werd niet gehaald.

### NederlandseSingle Top 100
| Positie: | 96 | 82 | 70 | 66 | 75 | uit |

1956: De vogels van Holland / Voorgoed voorbij · 1957: Net als toen · 1958: Heel de wereld · 1959: 'n Beetje · 1960: Wat een geluk · 1961: Wat een dag · 1962: Katinka · 1963: Een speeldoos · 1964: Jij bent mijn leven · 1965: 't Is genoeg · 1966: Fernando en Filippo · 1967: Ring-dinge-ding · 1968: Morgen · 1969: De troubadour · 1970: Waterman · 1971: Tijd · 1972: Als het om de liefde gaat · 1973: De oude muzikant · 1974: Ik zie een ster · 1975: Ding-a-dong · 1976: The party's over · 1977: De mallemolen · 1978: 't Is O.K. · 1979: Colorado · 1980: Amsterdam · 1981: Het is een wonder · 1982: Jij en ik · 1983: Sing me a song · 1984: Ik hou van jou · 1986: Alles heeft ritme · 1987: Rechtop in de wind · 1988: Shangri-la · 1989: Blijf zoals je bent · 1990: Ik wil alles met je delen · 1992: Wijs me de weg · 1993: Vrede · 1994: Waar is de zon · 1996: De eerste keer · 1997: Niemand heeft nog tijd · 1998: Hemel en aarde · 1999: One good reason · 2000: No goodbyes · 2001: Out on my own · 2003: One more night · 2004: Without you · 2005: My impossible dream · 2006: Amambanda · 2007: On top of the world · 2008: Your heart belongs to me · 2009: Shine · 2010: Ik ben verliefd (sha-la-lie) · 2011: Never alone · 2012: You and me · 2013: Birds · 2014: Calm after the storm · 2015: Walk along · 2016: Slow down · 2017: Lights and shadows · 2018: Outlaw in 'em · 2019: Arcade · 2020: Grow · 2021: Birth of a new age · 2022: De diepte · 2023: Burning daylight · 2024: Europapa